# کینتیر (داکوتای شمالی)
کینتیر (به انگلیسی: Kintyre) یک منطقهٔ مسکونی در ایالات متحده آمریکا است که در شهرستان امونس، داکوتای شمالی واقع شده‌است. کینتیر ۸۴۰٫۰۴ متر بالاتر از سطح دریا واقع شده‌است.